# Sato Taiten
Taiten Sato (sinh ngày 26 tháng 1 năm 1983) là một cầu thủ bóng đá người Nhật Bản.

## Sự nghiệp câu lạc bộ
Taiten Sato đã từng chơi cho Thespa Kusatsu và AC Nagano Parceiro.